# 福島優子 (キャスター)
福島 優子（ふくしま ゆうこ、1971年9月4日 - ）はニュースキャスターである。

## 来歴
東京都出身。父の仕事の都合で6歳から6年間、シアトルで過ごした後に帰国。白百合学園中学校・高等学校卒業、慶應義塾大学法学部在学中、ブラウン大学に1年間留学、女性学や国際関係の授業を履修。1994年、同大学を卒業後、就職先は「国際的な仕事」を希望し、スイス銀行コーポレイションに入行。金融、映像、医療関連の翻訳業を務める。勤務している間も、ジャーナリズムの世界に関心を寄せていた中、テレビで「英語アナウンサー募集」を見掛け応募。1998年からNHKワールドにて、国際放送のニュースキャスターを勤めている。

## 出演番組
出演番組は全て、NHK WORLD TVの番組

### テレビ
- DAY LINE JAPAN（1999 - 2000）
- News Watch（2000 - 2006）
- News Today 30 Minutes（2006 - 2009）
- NEWSLINE（2009 - 2012）
- ASIA BIZ FORECAST（2012 - 2014）
- NEWS ROOM TOKYO（2014 - ）※経済ニュースキャスター

### ラジオ
- MUSIC BEAT（1998 - 2000）